# Virgilio Audagna
Virgilio Audagna (Cannes, 9 febbraio 1903 – Cannes, 14 ottobre 1994) è stato uno scultore italiano.

## Biografia
Figlio e nipote di intagliatori in legno, fu avviato all’arte del padre. Frequentò inizialmente l'Accademia Albertina di Torino, perfezionandosi nell'arte del cesellato e nella lavorazione del marmo sotto gli insegnamenti del maestro Gaetano Cellini.
Espose per la prima volta a Torino nel 1919 e la sua opera Testa di bimbo venne acquistata dal re Vittorio Emanuele III.
Nella primavera del 1922 partecipò alla LXXXI Esposizione Nazionale Annuale di Arti Figurative indetta dalla Società promotrice di belle arti a Torino con l'opera in gesso Ritratto di G.M (Golzio Michele, cognato dell'Audagna) ed il gesso bronzato Ritratto di S.S. Benedetto XV. 
Iniziò così una brillante carriera artistica orientata principalmente alla scultura, in cui partecipò a numerose mostre nazionali ed internazionali. Affermatosi anche come pittore e ritrattista, nelle sue composizioni la linea definisce figure sinuose e lievi, delinea con fermezza i contorni, ferma nel tempo un gesto, un atteggiamento, un’espressione.
Nel corso degli anni venti e trenta del Novecento fu impegnato in pubbliche commissioni sia laiche che ecclesiastiche che continuarono anche dopo il secondo conflitto mondiale.
Nella primavera del 1923 partecipò alla Quadriennale, sempre promossa dalla Società promotrice di belle arti di Torino, ove espose l’opera in gesso Ritratto del pittore Guarlotti.
A vent’anni si trasferì a Roma, dove fu destinato al ministero della Guerra. Qui posò per lui Armando Diaz, duca della Vittoria, il cui ritratto in bronzo fu esposto nella primavera del 1924 alla LXXXII Esposizione Nazionale Annuale di Arti Figurative tenutasi a Torino.
Nel 1925 espose alla LXXXIII Esposizione Nazionale Annuale di Arti Figurative tenutasi a Torino l’opera in gesso Ritratto del pittore Lidio Ajmone.
Nella primavera 1926 espose alla LXXXIV Esposizione Nazionale Annuale di Arti Figurative di Torino il busto del pittore Giuseppe Bosio, opera in gesso bronzato, e il ritratto in bronzo del comm. Napoleone Leumann.
Nel 1928 presentò alla Esposizione Nazionale di Belle Arti di Torino la scultura in bronzo Madonnina.
Nel 1928 vinse il concorso per le venti statue allegoriche e le decorazioni del Nuovo Teatro di Vercelli, in corso di ricostruzione dopo che nell’agosto 1923 un incendio lo aveva distrutto.
Nel 1929 presentò alla Esposizione Nazionale di Belle Arti di Torino la scultura in bronzo Madonna del Rosario. In quell’anno si trasferì a Casale ove nel mese di giugno fece una mostra personale all’Accademia Filarmonica a Palazzo Gozzani di Treville, in Casale Monferrato, in cui espose ben 65 opere tra sculture, bassorilievi, oli, disegni e carboncini.  
Nel 1930 risultò vincitore del Concorso Provinciale indetto Provincia di Alessandria per le statue da offrirsi al Foro Mussolini, opera che però non fu poi scelta successivamente e le autorità di Casorzo Monferrato gli affidarono l'incarico per la realizzazione del monumento alla medaglia d'oro Vittorio Montiglio.
Sempre nel 1930 lavorò alla cappella cimiteriale dell’Arciconfraternita di Sant’Evasio, in Casale Monferrato, per la quale eseguì le decorazioni illustrative della vita miracolosa del santo. 
Nel 1931 realizzò un bel gruppo scultoreo, rappresentante la Madonna con Bambino, San Domenico e Santa Caterina che fu posto sull’altare maggiore della Cappella dell’Istituto delle Suore Domenicane a Casale Monferrato. La cappella, progettata dall’ing. Aldo Palli, fu inaugurata il 31 marzo 1932, in occasione dell’allora cinquantenario della venuta a Casale delle Suore Domenicane. In quel tempietto realizzò anche quattro medaglioni in terracotta, alle pareti, con le figure dei Santi domenicani Tommaso d’Aquino, Pio V, Pietro Martire e Alberto Magno, la Via Crucis in bassorilievi, le figurazioni delle Virtù Cardinali e Teologali e la porticina del Tabernacolo con la rappresentazione del Miracolo della Beata Imelda.
Nel 1933, 1934 e nel 1935 partecipò alla V, VI e VII Esposizione del Sindacato Interprovinciale Fascista di Belle Arti in Torino presentando rispettivamente l’opera La Pietà (monumento funebre) nel 1933, le opere Ritratto (bronzo), Nudino (bronzo) nel 1934 e Adamo ed Eva cacciati dal Paradiso terrestre (frammento – cera) e Piccola bagnante (bronzo) nel 1935. Nel 1985, alla richiesta dello storiografo monferrino Idro Grignolio su quale opera sua casalese ritenesse degna di menzione, l’Audagna non ebbe dubbi: «La tomba Pinolini nel Cimitero Urbano». Ed in effetti, davanti al gruppo bronzeo della «Pietà» che sovrasta la piana tomba, si percepiscono precisi sintomi emozionali, si apprezza un percorso scandito da una intensa ricerca plastica raggiunta attraverso una fluida armonia del modellato che evidenzia una preziosa purificazione del sentimento. La maestosa architettura della composizione è profondamente originale in quanto viene abbandonato lo schema piramidale di derivazione leonardesca e michelangiolesca che tanto influenzarono simili sculture. Il vertice della composizione, infatti, non è la figura centrale, ma quella di destra, avvolta nel manto; il Cristo anziché sulle ginocchia della Madre come nella più famosa “Pietà”, è a terra, appoggiato alla Madonna, mentre le altre figure, in secondo piano, sembrano convogliare l’attenzione verso di lui. Anche la Vergine è trattata in modo molto personale, con il volto sollevato, inclinato a destra, ma esposto alla luce per dichiarare il dolore struggente. 
Nel maggio – giugno 1936 presentò alla VIII Esposizione del Sindacato Interprovinciale Fascista di Belle Arti in Torino le opere Testa di giovinetta (bronzo), Ritratto del pittore Carlo Terzolo (gesso patinato), Nudino (terracotta).
Nel 1937 partì per un viaggio di studi in cui toccò Svizzera, Austria, Germania, Francia. Nel maggio – giugno di quello stesso anno presentò alla IX Esposizione del Sindacato Interprovinciale Fascista di Belle Arti in Torino le opere Susanna (bronzo), Ritratto dell’avv. Augusto Buffaglia (bronzo), Ritratto di Giuliana.
Tra il 1936 ed il 1940 una sua opera fu oggetto di lunghe discussioni e contrasti negli ambienti, non solo artistici, torinesi. Era stato indetto un concorso per l’erezione nel Cimitero generale di Torino di un monumento funebre soprastante la tomba della signora Elisa Piovano vedova Marro. Il monumento, per disposizione testamentaria di detta signora avrebbe dovuto «ricordare il marito (l'illustre scienziato dott. prof. Antonio Marro), i genitori della testatrice, la sua sorellina e lo zio Giuseppe Rusco». Al concorso furono destinati 500.000 lire e precisamente 30.000 lire per tasse di successione e spese varie, 40.000 lire per premi ai bozzetti migliori non vincenti, 430.000 al vincitore del concorso il quale avrebbe dovuto provvedere alla esecuzione dell'opera. La signora Piovano - Marro legò il proprio patrimonio ad opere di beneficenza, nominando suo erede l'Ospedale Maggiore di S. Giovanni che fu incaricato dell'erezione di questo monumento e che normò il concorso in dodici articoli. L’articolo 9 del bando prevedeva che «La  scelta  del bozzetto  per l’esecuzione sarà fatta, per volontà della defunta, ad esclusivo ed insindacabile apprezzamento degli esecutori testamentari della Signora Elisa Piovano ved. Marro, sigg. comm. avv. Giuseppe Giordano e g. uff. avv. Enrico Mottura, i quali si riservano perciò il diritto di non scegliere alcuno dei bozzetti presentati, di proporre all’artista prescelto modifiche, indicendosi occorrendo altro concorso, senza che possano al riguardo essere sollevate opposizioni e proteste». Furono presentati 20 bozzetti, alcuni dei quali replicati con varianti, da 20 celebri scultori-architetti. La scelta cadde sul progetto dell’Audagna che raffigurò il Marro intento a studiare un teschio; dietro, da una roccia, escono le figure della Scienza e della Verità; su una panca stanno seduti al centro due alcolizzati; a sinistra una donna visita un carcerato e le si appende alla vita una figuretta che simboleggia l’infanzia derelitta; come sfondo, un paesaggio che vuol essere piemontese; nel basamento inferiore si vedono le effigi proposte dal bando; al di sopra della scena, nel cielo, di scorcio, un Cristo benedicente. La critica, non si sa quanto indipendente, non approvò la scelta, mettendo in dubbio la competenza artistica e quindi anche il giudizio degli avvocati Giordano e Mottura. La Commissione per l’approvazione dei monumenti da erigersi al Cimitero, si accodò al giudizio della critica bocciando il progetto. L’Ospedale Maggiore di S. Giovanni e gli esecutori testamentari fecero però valere le proprie ragioni per cui l’opera fu però ugualmente eseguita e così la descrisse il giornale La Stampa in un articolo di sabato 2 novembre 1940: “La statua che riproduce il prof. Antonio Marro è in marmo bianco, e lo scultore Virgilio Audagna non solamente ha ritratto lo scienziato nell'atteggiamento più naturale, mentre misura l'angolo facciale di un teschio; ma nel volto dello studioso ha infuso la vita. Le due figure nelle due nicchie, ed i bassorilievi riproducenti l'attività complessa del Maestro passano in secondo piano davanti alla nobiltà della statua che primeggia”. Il complesso monumentale, a distanza di circa un secolo, rimane testimonianza della grandezza artistica dell’autore tanto da essere citato in ogni testo che si occupi dei monumenti funebri torinesi.    
Nel 1938, nell'ambito dei restauri apprestati alla cappella, già dell'Addolorata, presso la chiesa di Santa Teresa in Torino, eseguì un gruppo in marmo bianco di oltre tre metri d'altezza raffigurante Santa Teresa del Bambino Gesù nel momento di ascendere agli spazi celesti fra la gloria degli angeli. La Santa indossa un abito carmelitano con crocefisso e rose fra le mani, circondata da quattro cherubini; poggia su di un manto di nubi tra cui vi sono due cherubini e due puttini di cui quello in basso a destra suona una lira. Nell’ambito di tali lavori eseguì pure la portella del tabernacolo in bronzo di squisita fattura, due artistici bracci in bronzo e due scrigni per le monete.
Nell’ottobre – novembre 1938 presentò alla X Esposizione del Sindacato Interprovinciale Fascista di Belle Arti in Torino l’opera in bronzo Eva dopo il peccatocui fecero seguito nel maggio – giugno 1939 e nel maggio - giugno 1940, alla due Esposizioni successive, rispettivamente le opere Ritratto di Enza Sofia (bronzo), Madonna della Pace (marmo di Siena), Primavera di Bellezza (marmo) e Ritratto della Signora O. Appendini (bronzo), Vittoria (bronzo), Veritas (marmo).
Tra il 1940 ed il 1942 eseguì numerose opere per il tempio di San Paolo in Alba (CN): 
il paliotto della Cappella Regina degli Apostoli raffigurante la cacciata di Adamo ed Eva dal Paradiso Terrestre, le sculture di San Gregorio Magno e San Bernardo di Chiaravalle, poste a decoro del timpano che sovrasta l'altare maggiore, il paliotto dello stesso altare maggiore rappresentante il mistico Agnello ed i sette fiumi ed il grande monumento marmoreo raffigurante La Gloria di San Paolo, situato tra i pilastri nell'alzata dietro la mensa sacra. Questa opera, scolpita a basso ed alto rilievo alta 8 metri, larga 4, con un rilievo massimo di un metro e dieci centimetri, tutta in marmo bianco di Carrara, proveniente dal monte Altissimo, è considerata la più colossale opera statuaria del Novecento. Un giorno, mentre lo scolpiva, per lo sforzo e la tensione interiore, svenne. Realizzò anche l’anello centrale del portacero pasquale in marmo, posto ai lati dell’altare, ornato da tre statue in bronzo con le figure di San Paolo, del re Davide e del profeta Malachia e l’artistica cancellata in bronzo, posta al centro della balaustra. 
Sempre per i Paolini realizzò il paliotto dell’altare del Divin Maestro presso Santa Maria Regina degli Apostoli alla Montagnola a Roma. Nel paliotto, in un bassorilievo in bronzo, sono rappresentate scene di Gesù che insegna. 
Nella primavera del 1942 prese parte a Roma, alla Prima Mostra degli Artisti Italiani in Armi, ove presentò la scultura in cemento Zaino a terra. 
Tra il 1944 ed il 1950 eseguì numerose opere per il Santuario di Oropa: all’interno della Chiesa Nuova realizzò cinque dei sei paliotti marmorei degli altari laterali tra cui ricordiamo quelli illustranti la Lavanda dei piedi, la Madonna consolatrice degli afflitti, L’offerta di Abele e Caino, e numerose statue.
Nal 1944 l’Audagna realizzò pure il paliotto dell’altare maggiore, opera che, con l'arrivo alla Basilica Superiore di Oropa del moderno ciborio di Giò Ponti, fu sostituita dall’amministrazione del Santuario con uno più essenziale nelle forme. L'altare scolpito fu così donato alla nascente Chiesa del Villaggio Lamarmora.
Nel 1947, ad una propria personale, presentò le sculture "Eva dopo il peccato" (marmo) e "Trio" (bronzo per fontana).
Nel 1947 partì per il Sudafrica ove il governo locale gli commissionò il regalo di nozze alla regina Elisabetta II in occasione del suo matrimonio. Nello specifico, un vassoio in oro a 22 carati con l'incisione "Elizabeth Philip, 20th November 1947".
Tornato in Italia si dedicò alla ceramica, prima a Camporosso (1949) e poi ad Albisola.
Nel 1954 – 56 progettò e realizzò la Fontana Luminosa di Piazza Dante ad Oneglia (IM).
Membro della Regia Arciconfraternita  Mauriziana, nel 1955 fu nominato Cavaliere "motu proprio"  da S.M. il Re Umberto e poi promosso Ufficiale il 4 marzo 1973.
Nel 1957 modellò la statua di Santo Stefano, poi fusa in argento, per la cattedrale di Biella.
Nel 1960 – 61 lavorò al monumento in bronzo a San Giuseppe Cafasso, il prete degli impiccati, che fu inaugurato il 28 maggio 1961, a Torino, al «rondò della forca», all'incrocio tra corso Valdocco e corso Regina Margherita, dove fino al secolo diciannovesimo venivano impiccati i condannati a morte.  La statua raffigura San Giuseppe Cafasso (1811-1860) nell’atto di porgere una croce ad un condannato, nella caritatevole estrema opera di conforto a un condannato.  
Dal 1962 al 1965 lavorò al portale di destra della Chiesa Nuova di Oropa per realizzare la quale modellò 8 bassorilievi in bronzo che vennero poi fusi dalla Fonderia Marinelli di Firenze. I portali furono benedetti nell'autunno del 1965 e narrano, in una serie di mirabili pannelli, la storia del culto alla Vergine bruna.
Nel 1986, ad 83 anni compiuti, confidò con amarezza all’amico storiografo Idro Grignolio: «Sono fuori dal giro ormai; il naturalismo classico che anch’io ho rappresentato nella scia di Francesco Messina, è decaduto ... Ora scultori quali Manzù ed il ligure Sandro Cherchi, che all’Accademia Albertina ha dato di mano agli scambi ferroviari dirottando la scultura verso il binario dell’espressionismo informale ... e più in là, verso grumi di materia astratta proiettati nello spazio, nulla hanno a che spartire con il mio modo di creare. Io quindi sono arrivato al capolinea artistico ...». 
Non fu così. Nonostante l’età avanzata ed il vento contrario delle nuove tendenze dell’arte, la sua mano raffinata e sensibile, ma allo stesso tempo energica e precisa, fu ancora chiamata a modellare il portale bronzeo della Chiesa di San Giorgio a Illasi (VR), inaugurato nel 1988 , e le statue di don Giacomo Alberione e di don Timoteo Giaccardo, primo beato della Famiglia Paolina, nel Tempio di San Paolo ad Alba, inaugurate il 25 novembre 1990.
Oltre che alla scultura monumentale si dedicò ripetutamente e con successo al ritratto, anche su tela e con disegni in tecniche varie. In essi ricorre sovente il nudo femminile, reso con rigore compositivo ed eleganza, contraddistinto dalla nitidezza dei contorni e da un modellato sciolto. Fu inoltre apprezzato ceramista ed incisore di numerose monete e medaglie commemorative o celebrative. 
È sepolto presso la tomba di famiglia Golzio - Audagna a Moncalieri (Torino).

## Opere
Tra le sue opere si ricordano:
- la Pietà, scultura in cemento smaltato, ad Oropa (1945 - 1950) [43]
- il Battesimo di Cristo, gruppo scultoreo in terracotta presso la Chiesa di San Giovanni ad Alba
- gli Angeli con libro posti sulla facciata della Chiesa di San Francesco di Assisi a Moncalvo (AT) [44] [45]
- la Via Crucis in marmo nella chiesa della SS. Annunziata a Torino
- il busto in onore di Ludwig Winter, posto nei giardini dietro il palazzo comunale di Bordighera (1954) [46]
- il busto dedicato a Franco Alfano, posto dal Comune di Sanremo nel Parco Marsaglia [47]
- il monumento ai Caduti di Imperia (1964) [48]
- il monumento all'abate Pierre Chanoux, al Piccolo San Bernardo (1964)[49]
- Il Monumento al Cavaliere del Lavoro Ottavio Marchino a Casale Monferrato (1965) [50]
- la stele dedicata a Pinifarina, a Grazzano Badoglio, in località Madonna dei Monti (1968)
- le tombe della famiglia Milla - De Agostini – Germani [51] presso il Cimitero monumentale di Torino e sculture presso le tombe De Ambrosis, Monzani - Jublin, Lorio, Gagliardone, Cattaneo presso il cimitero di Casale Monferrato
- il busto a Giuseppe Ratti, posto a Torino nel Parco del Valentino (1975)